# Rhodesiella bhutanensis
Rhodesiella bhutanensis är en tvåvingeart som beskrevs av Cherian 1977. Rhodesiella bhutanensis ingår i släktet Rhodesiella och familjen fritflugor.
Artens utbredningsområde är Bhutan. Inga underarter finns listade i Catalogue of Life.